# 1665 Gaby
1665 Gaby eller 1930 DQ är en asteroid i huvudbältet, som upptäcktes 27 februari 1930 av den tyske astronomen Karl Wilhelm Reinmuth i Heidelberg. Den har fått sitt namn efter upptäckarens svärdotter Gaby Reinmuth.
Asteroiden har en diameter på ungefär 10 kilometer.